# Làmnids
Els làmnids (Lamnidae) són una família d'elasmobranquis de l'ordre Lamniformes que inclou cinc espècies de taurons, entre les quals destaca el tauró blanc.

## Característiques
Es caracteritzen pel seu cos de forma allargada i molt hidrodinàmica, un musell cònic, dents separades a la mateixa distància uns d'uns altres, obertures branquials llargues, mateixa forma característica de la primera aleta dorsal, segona aleta dorsal petita i d'una grandària aproximada al de l'anal. Les dents són de forma triangular (especialment les dents de la mandíbula superior) i en el cas del tauró blanc aquestes presenten forma de serra a les vores. Els ulls de tots els taurons d'aquesta família són de color negre, circulars i sense membrana nictitant. Just abans d'arribar a l'aleta caudal (la cua) presenten als dos costats del cos una espècie de «quilla». Els dos lòbuls de la cua, tenen una longitud similar, malgrat que el superior és lleugerament més llarg. El metabolisme intern està bastant desenvolupat i manté la temperatura corporal entre 10 i 18 °C, la qual cosa permet que el tauró s'endinsi en aigües temperades-fredes (encara que no en zones realment fredes com els pols). Són ovovivípars.

## Taxonomia
La família dels làmnids inclou cinc espècies:
- Tauró blanc - Carcharodon carcharias
- Tauró salmó - Lamna ditropis
- Marraix - Lamna nasus
- Solraig - Isurus oxyrinchus
- Marraix d'aleta llarga - Isurus paucus

### Diferenciació entre les espècies
Aquesta família es podria subdividir en dos petits grups a l'hora de diferenciar-ne els seus membres.
- En primer lloc estarien els taurons de cos més robust que serien el tauró blanc, el tauró salmó i el marraix. Són taurons de cos més ample que no pas els altres dos i entre ells es diferencia principalment el tauró salmó, el qual és de colors més marronosos i amb taques fosques en el dors. D'altra banda el marraix i el tauró blanc són bastant similars, malgrat això es poden diferenciar gràcies al fet que el marraix és de tons més blavosos que no pas el tauró blanc, és més robust i és més petit que el tauró blanc.
- Per altra banda tenim el solraig i el marraix d'aleta llarga, els quals són bastant similars, ja que tenen el musell més allargat que els altres membres de la família i són de cos més prim. Entre ells, es diferencien pel fet que el marraix d'aleta llarga és de color gris tirant cap a negre mentre que el solraig és de color blau. Malgrat això, dins de l'aigua aquesta diferència és complicada de veure i és més fàcil mirar la longitud de les aletes pectorals, mentre que el solraig les té curtes i lleugerament desproporcionades, el marraix d'aleta llarga, com el seu nom indica té les aletes clarament d'una longitud superior.